# بمووو
بمووو (به لهستانی:  Bemowo) یک منطقهٔ مسکونی در لهستان است که در ورشو واقع شده‌است. بمووو ۲۴٫۹۵ کیلومتر مربع مساحت و ۱۰۲٬۳۹۳ نفر جمعیت دارد.